# Route départementale 8 (Hautes-Pyrénées)
Pour les articles homonymes, voir Route départementale 8.
La route départementale 8, ou RD 8, est une route départementale des Hautes-Pyrénées reliant Campan à Labatut-Rivière.

## Descriptif

### Longueur
L'itinéraire présente une longueur de 64 km.

### Nombre de voies
La RD 8 est sur la totalité de son tracé bidirectionnelle à deux voies.

### Tracé
La RD 8 traverse le département du sud au nord à l'est de l’agglomération de Tarbes, à partir de la route départementale D 935 et rejoint Tieste-Uragnoux dans le Gers.
Elle raccorde le Pays de Tarbes et de la Haute Bigorre au Pays du Val d’Adour.

## Communes traversées
- Campan
- Asté
- Gerde
- Bagnères-de-Bigorre
- Pouzac
- Ordizan
- Antist
- Montgaillard
- Vielle-Adour
- Bernac-Dessus
- Arcizac-Adour
- Bernac-Debat
- Salles-Adour
- Soues
- Séméac
- Aureilhan
- Bours
- Aurensan
- Sarniguet
- Tostat
- Ugnouas
- Bazillac
- Sarriac-Bigorre
- Liac
- Gensac
- Lafitole
- Maubourguet
- Estirac
- Labatut-Rivière où elle rejoint la RD 173 dans le Gers.

## Gestion, entretien et exploitation

### Organisation territoriale
En 2021, les services routiers départementaux sont organisés en cinq agences techniques départementales et 25 centres d'exploitation qui ont pour responsabilité l’entretien et l’exploitation des routes départementales de leur territoire. 
La RD 8 dépend des agences du Pays de Tarbes et de la Haute Bigorre et du Pays du Val d’Adour et des centres d'exploitation de Bagnères-de-Bigorre et de Maubourguet.

### Exploitation
En saison hivernale, le département publie une carte des conditions de circulation (C1 circulation normale, C2 délicate, C3 difficile, C4 impossible).

## Galerie

Sélection de vues diverses
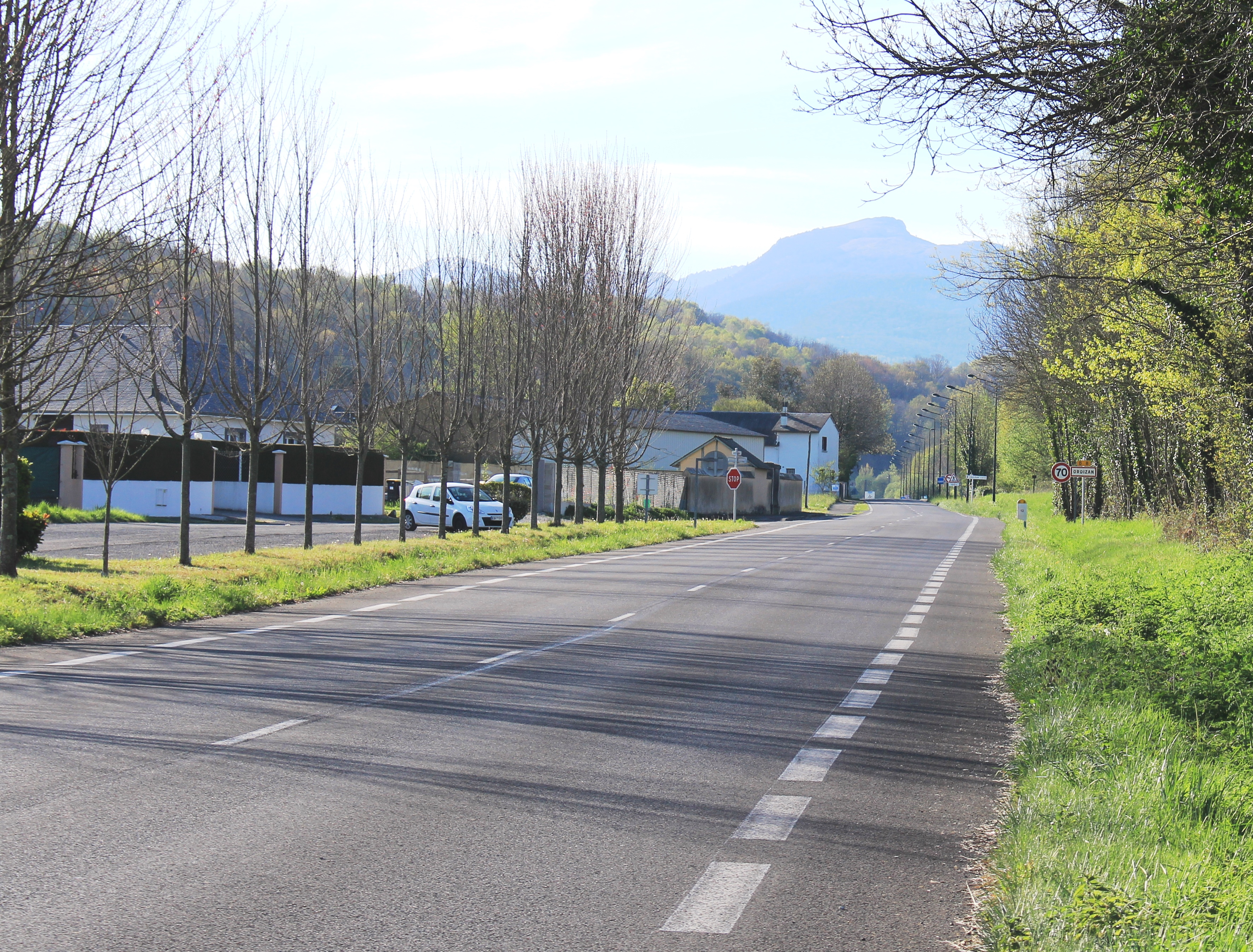
Entrée Nord d'Ordizan.
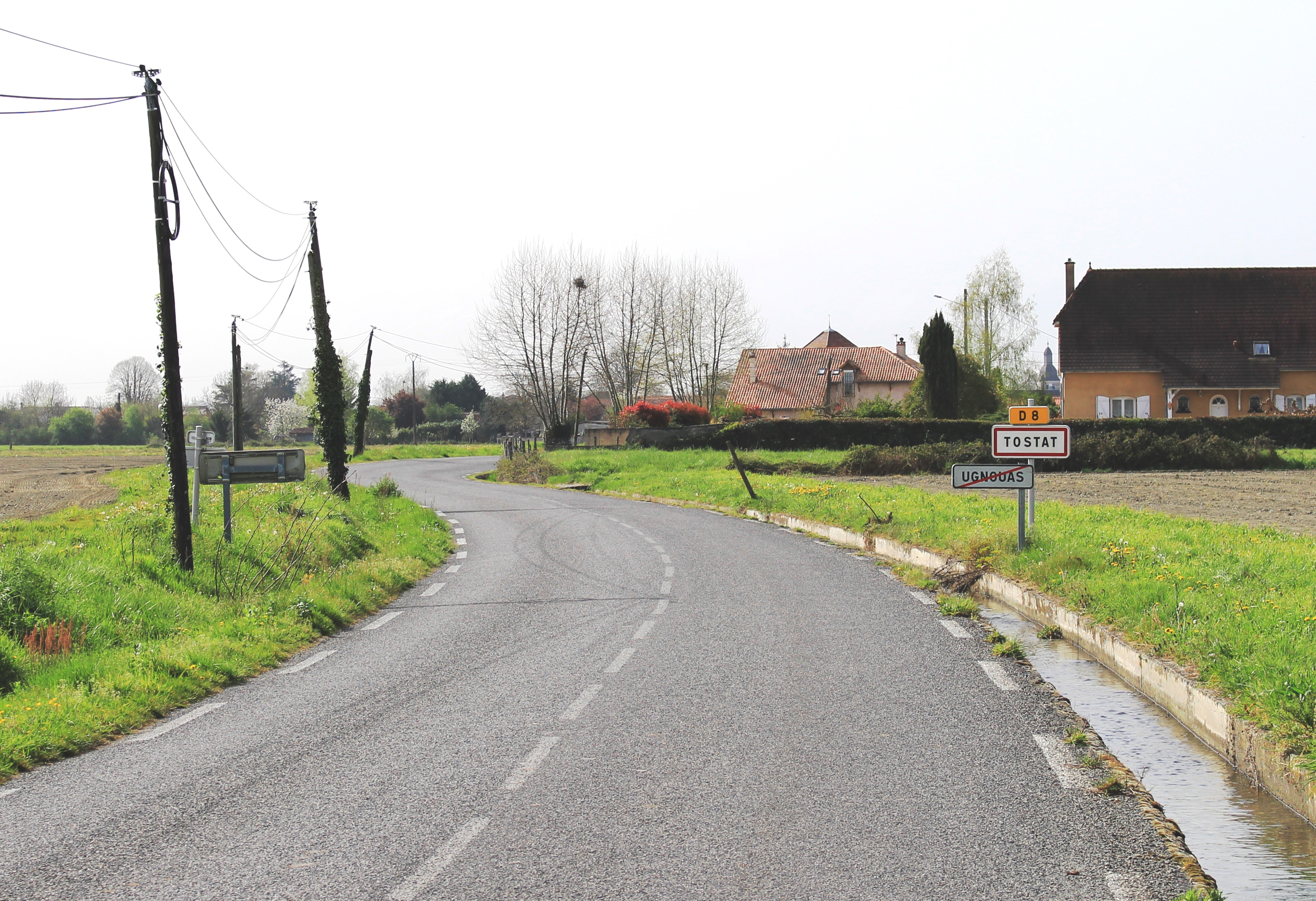
Entrée Nord de Tostat.
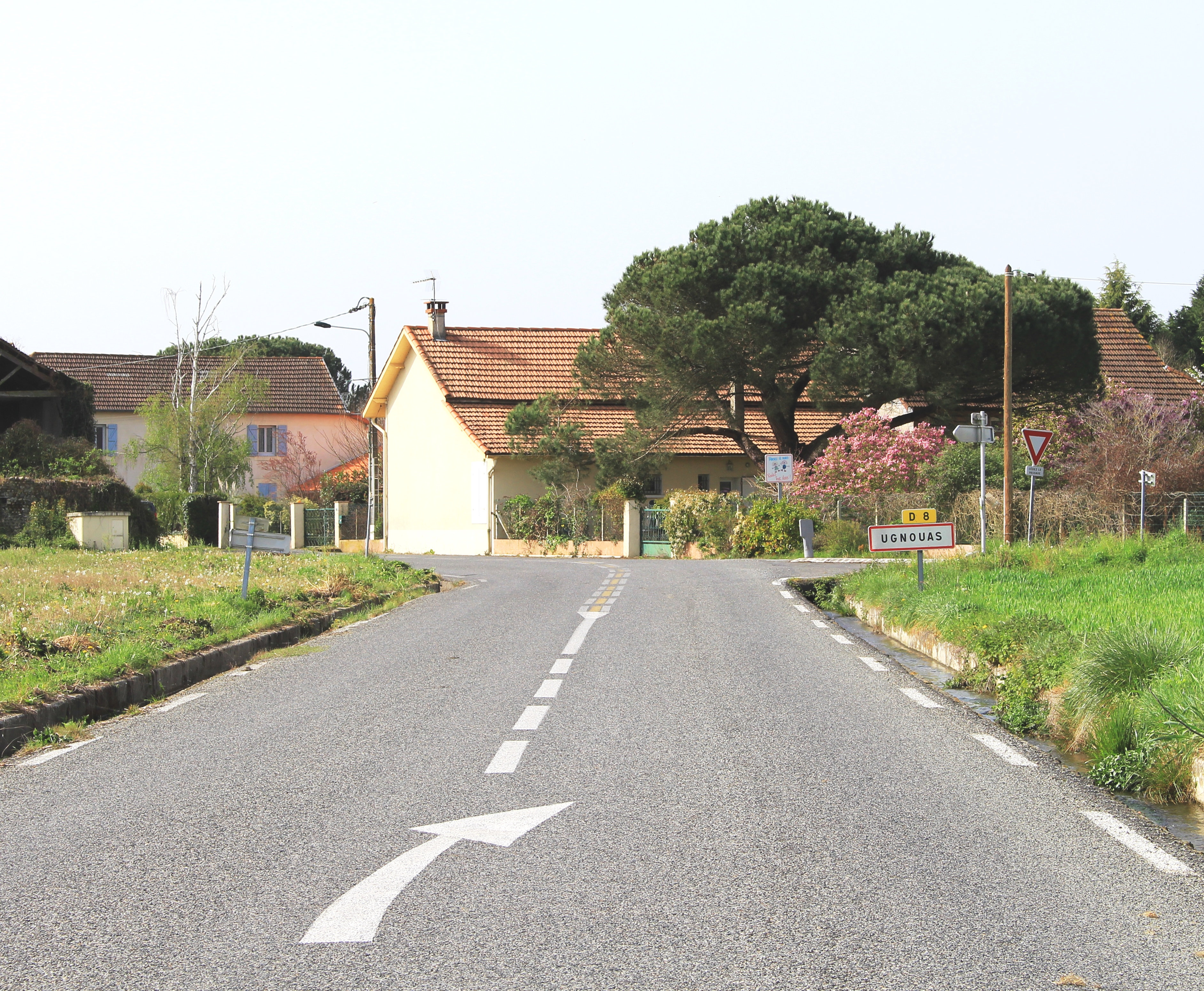
Entrée Nord d'Ugnouas.
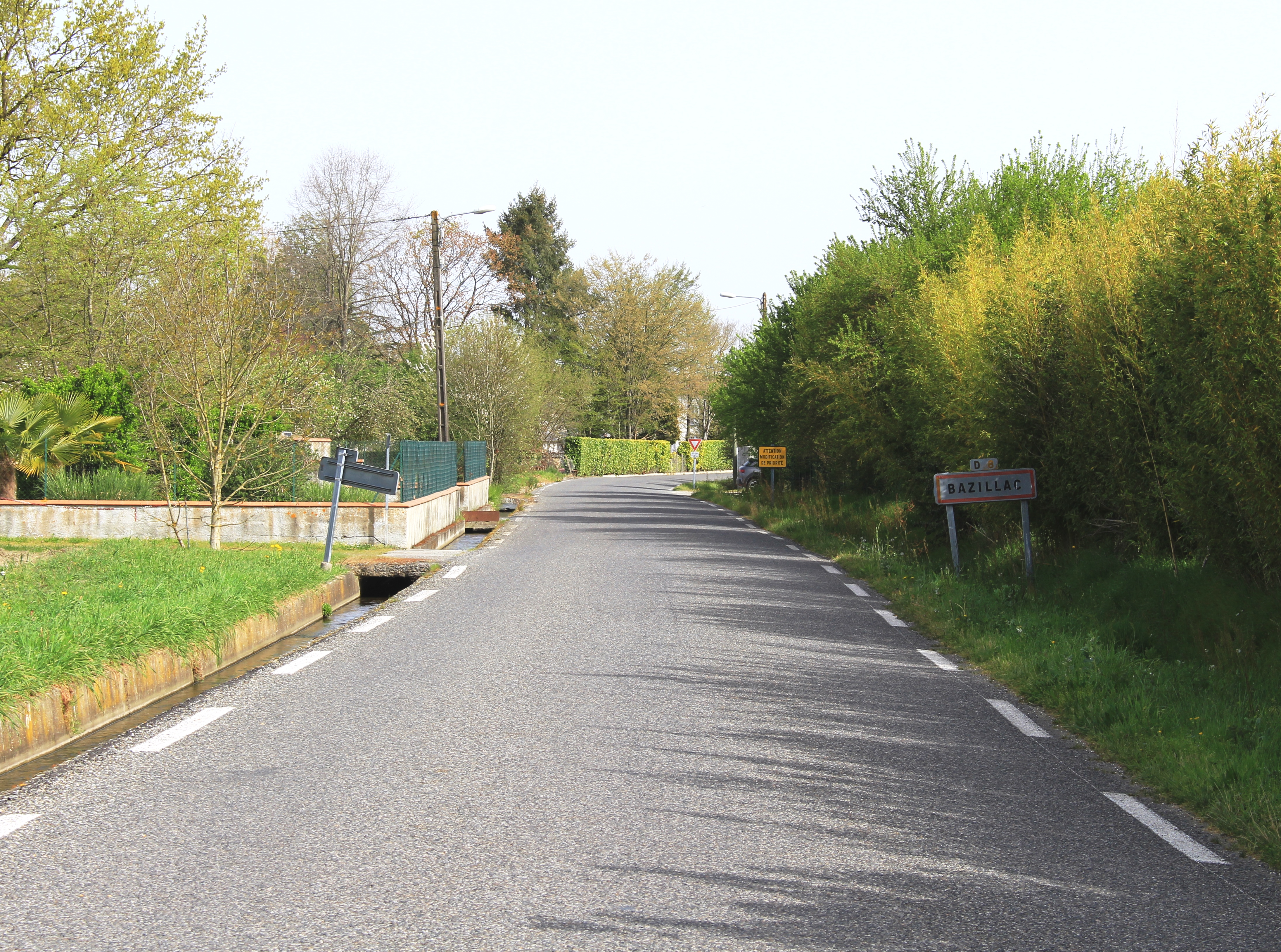
Entrée Sud de Bazillac.
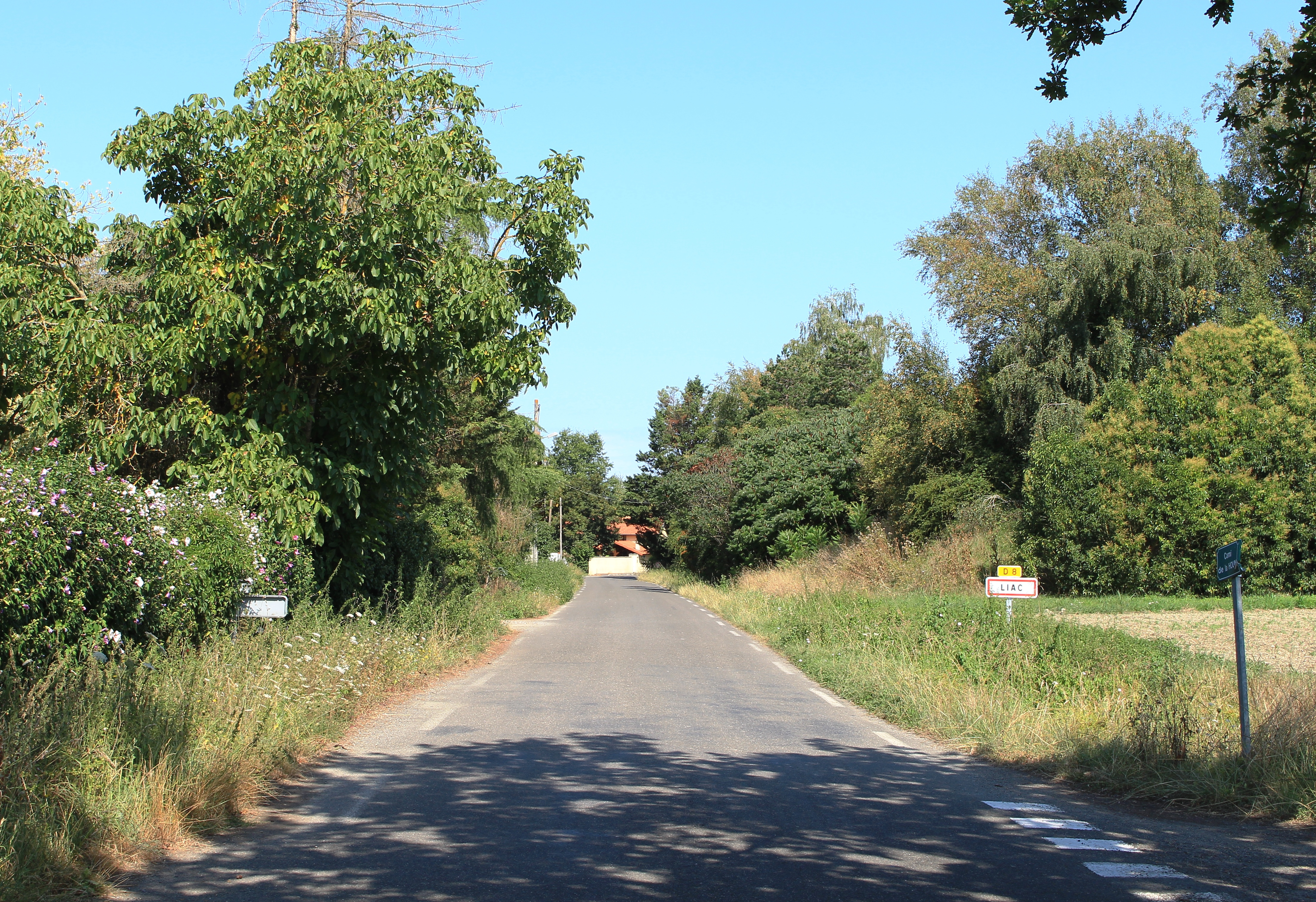
Entrée Sud de Liac.
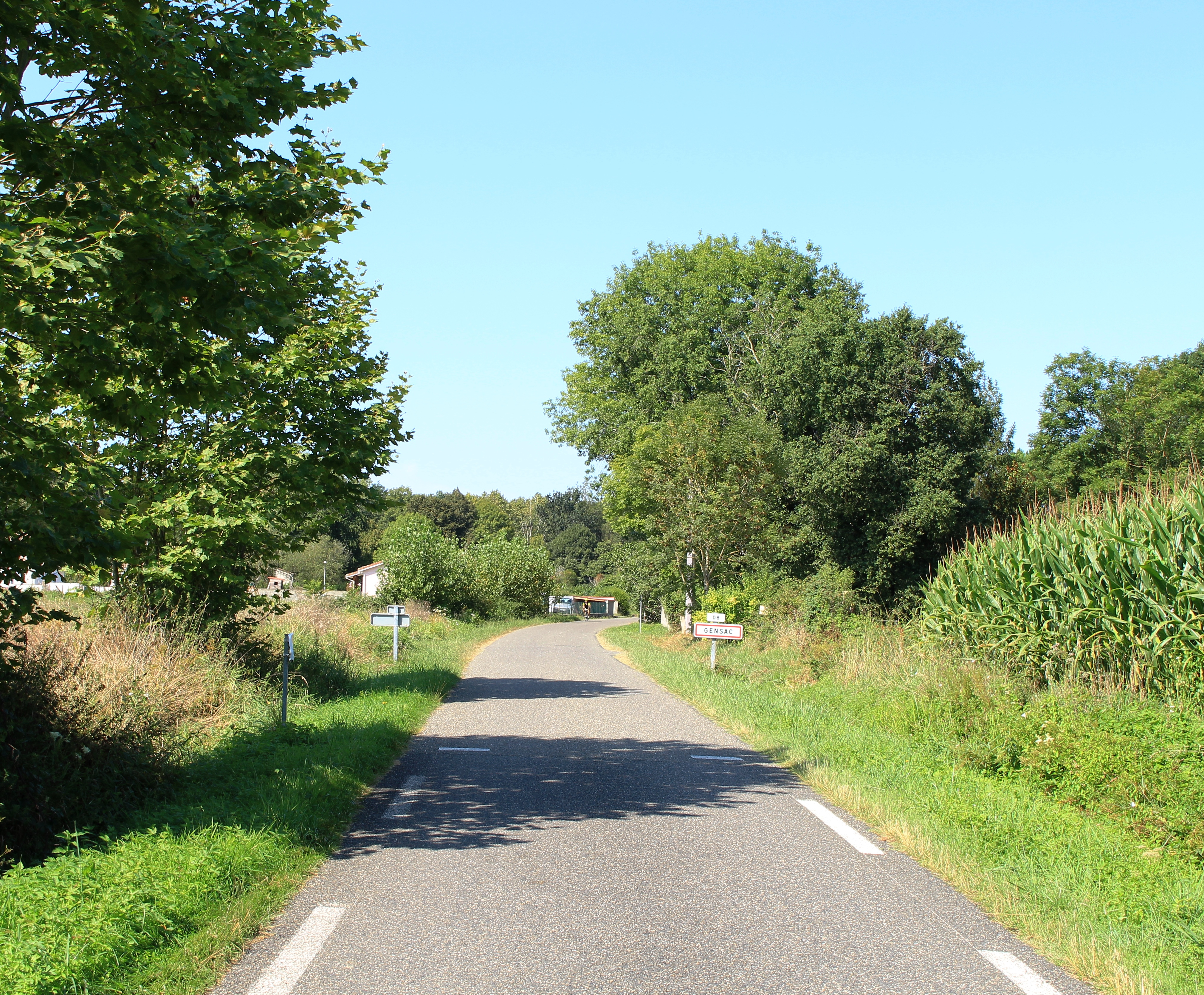
Entrée Sud-Ouest de Gensac.
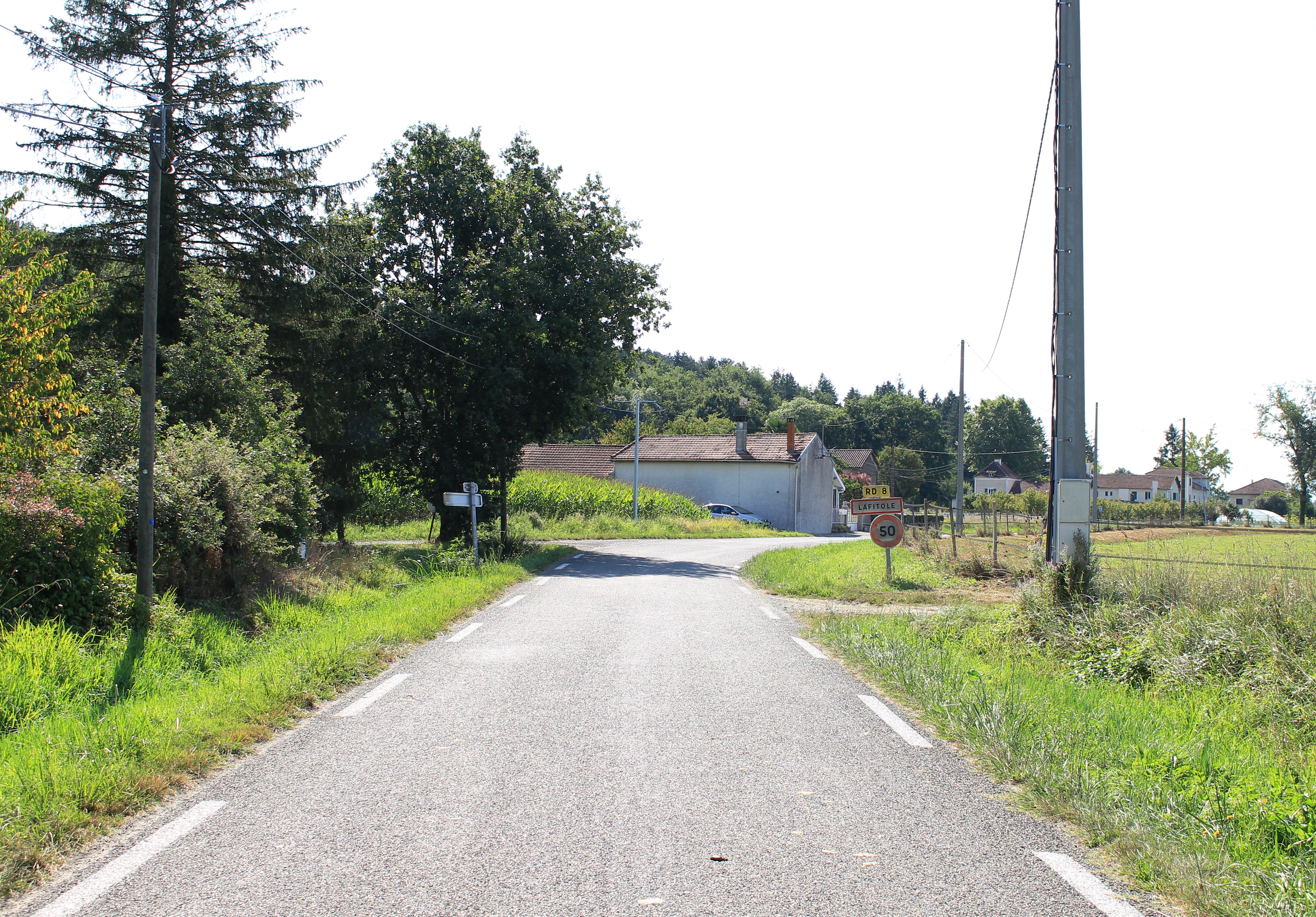
Entrée Nord de Lafitole.
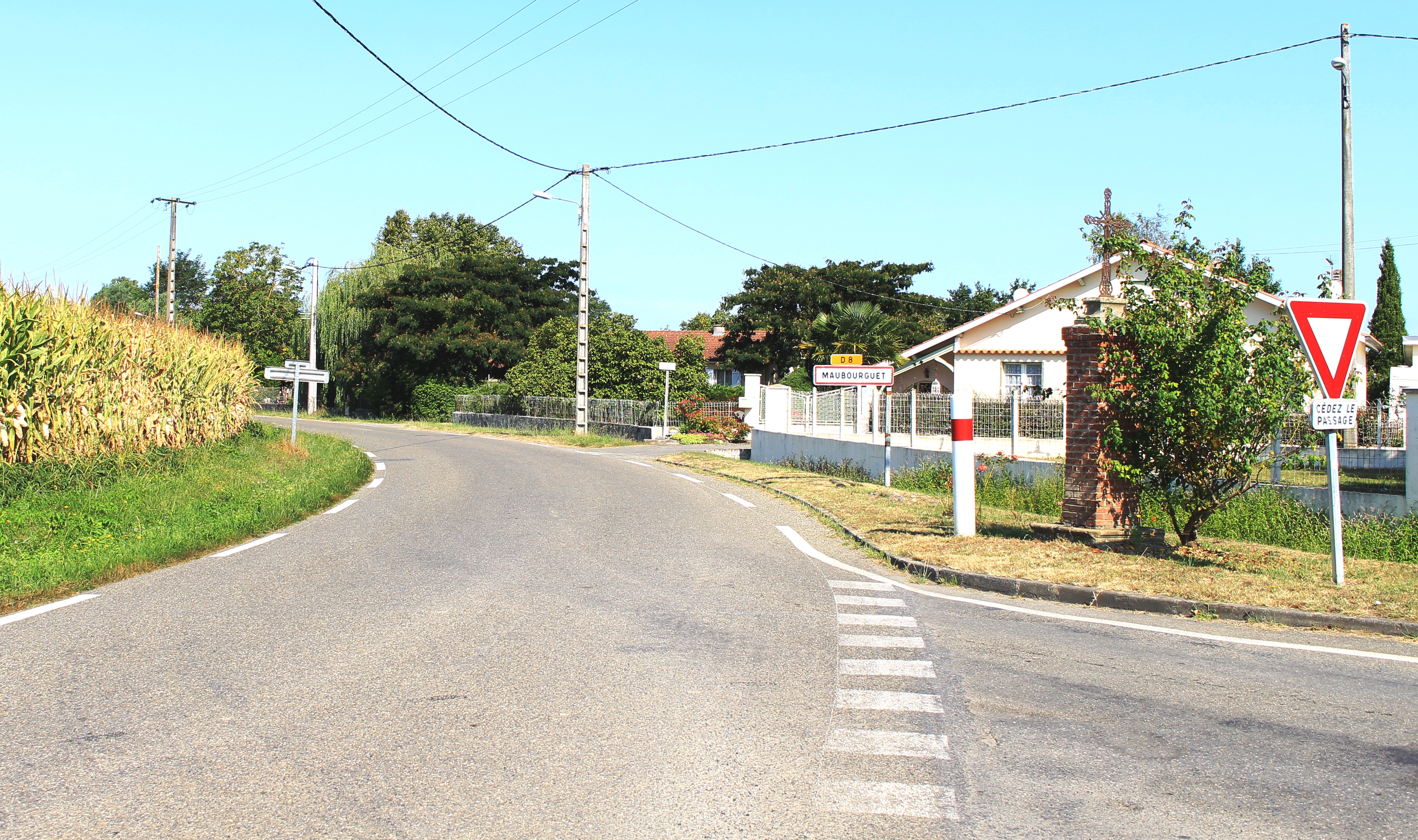
Entrée Sud-Est de Maubourguet.